# Данхаузен
До́нован Данха́узен (англ. Donovan Danhausen, род. 17 августа 1990, Детройт, Мичиган), более известный мононимно как Данха́узен, — американский рестлер, в настоящее время выступающий в All Elite Wrestling. Ранее он был известен по выступлениям в Ring of Honor и Full Impact Pro.

## Карьера в рестлинге

### All Elite Wrestling (2022-н.в.)
Данхаузен дебютировал в AEW на AEW Beach Break 2022, когда он появился во время матча Lights Out между Оранджем Кэссиди и Адамом Коулом. Несколько часов спустя президент AEW Тони Хан объявил, что с ним подписан контракт.

## Стиль рестлинга и персонаж
Данхаузен описал своего персонажа как «Конан О’Брайен одержим демоном». Персонаж считает, что обладает сверхъестественными способностями, например, стреляет молниями из пальцев. Голос его персонажа основан на голосе О’Брайена и Джокера Марка Хэмилла. Данхаузен часто говорит о себе в третьем лице, а также добавляет к словам суффикс «-хаузен». Он также часто описывает себя как очень хорошего и очень злого. Данхаузен также известен тем, что бесстрастно танцует «танец Пи-Ви» под мелодию «Tequila» группы The Champs в середине матчей, как Пи-Ви Герман.

## Личная жизнь
С 2018 года Данхаузен женат на канадской танцовщице бурлеска Лорен Джайлс, которая профессионально известна как Лу Лу ла Дюшес де Риер. Он является отчимом дочери Джайлс.
В 2021 году Данхаузен совместно с Rootless Coffee Co. запустил фирменную кофейную смесь под названием «Данхаузен Кофехаузен».

## Титулы и достижения
- Black Label Pro
  - Командный чемпион BLP (1 раз) — с Итаном Пейджем и Своглом
- Full Impact Pro
  - Чемпион наследия Флориды FIP (1 раз)[6]
- Metro Wrestling Alliance
  - Чемпион Мичигана MWA (1 раз)[7]
- Pro Wrestling Illustrated
  - № 158 в топ 500 рестлеров в рейтинге PWI 500 в 2020[8]